# Partecipanza agraria
La partecipanza agraria è un'antica forma di proprietà collettiva di terreni interessati a bonifiche, che trae origine dal medioevo, tuttora in uso in Emilia e in Veneto nel Polesine di Rovigo.
Lo stesso nome è utilizzato, per una proprietà collettiva riguardante un territorio boschivo, in Piemonte, a Trino Vercellese.

## Origini storiche
Un'antica tradizione attribuisce l'istituzione delle partecipanze ai lasciti effettuati da Matilde di Canossa, che era signora di vasti feudi dall'una e dall'altra parte dell'Appennino. Non vi sono però prove documentarie di tali donazioni. Più probabile è che le partecipanze siano nate da enfiteusi perpetue volute dall'abate di Nonantola e dal vescovo di Bologna.
Lo sviluppo di questa forma di proprietà fu probabilmente dovuto all'incontro di diverse circostanze, quali le esigenze di bonifiche idrauliche di vasta portata, che richiedevano la disponibilità di molte braccia e nello stesso tempo di un coordinamento delle iniziative, i lasciti e le donazioni di interi feudi alle abbazie e ad altre istituzioni ecclesiastiche, la concessione in enfiteusi di vaste zone paludose agli abitanti di alcuni paesi, l'abitudine invalsa di gestire i terreni secondo turni fissati da estrazione a sorte.